# Tyrannotitan
Tyrannotitan ("Tyrannjätte") är ett släkte rovdinosaurier som har påträffats i centrala Patagonien, Sydamerika. Tyrannotitan tros ha levt under Kritaperioden, någon gång för 125-112 milj. år sedan. Än så länge känner man bara till skelettdelar från 2 individer. Tyrannotitan tillhörde familj Carcharodontosauridae, en familj med köttätande dinosaurier som omfattar några av de största landlevande rovdjur som någonsin funnits. Nära släktingar till Tyrannotitan var bland annat de gigantiska Giganotosaurus och Mapusaurus.

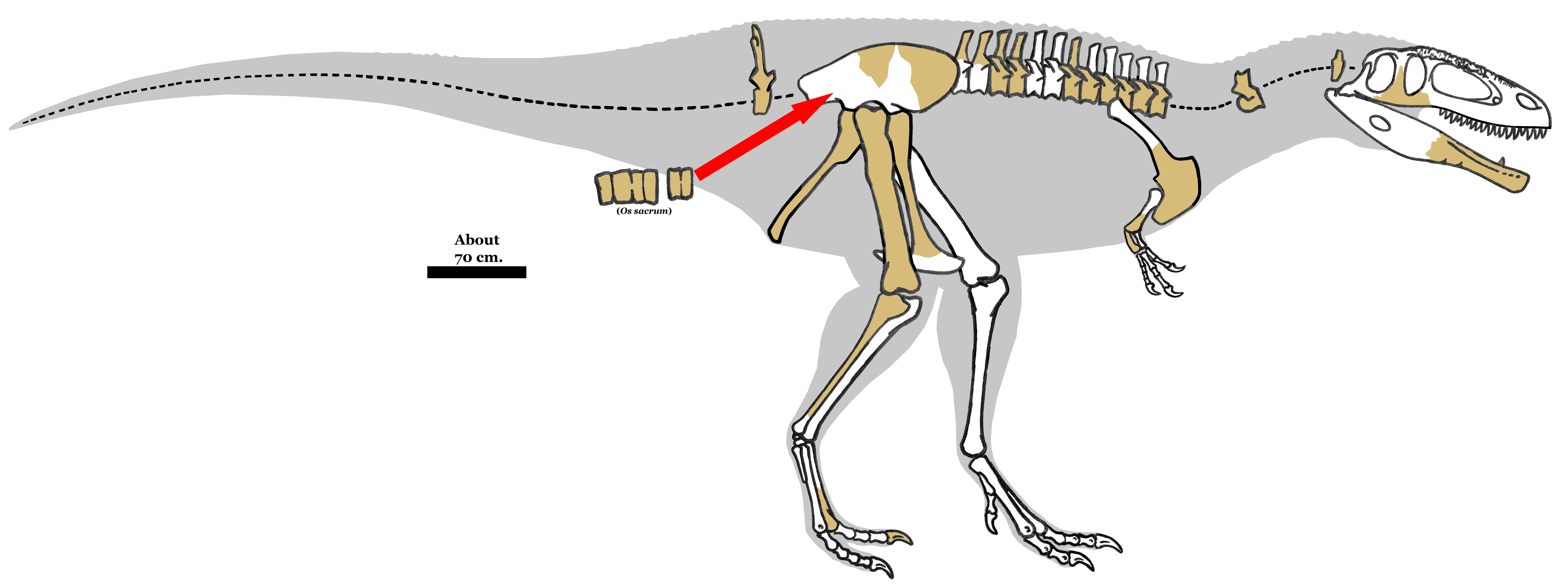
Diagram med kända skelettdelar från Tyrannotitan.

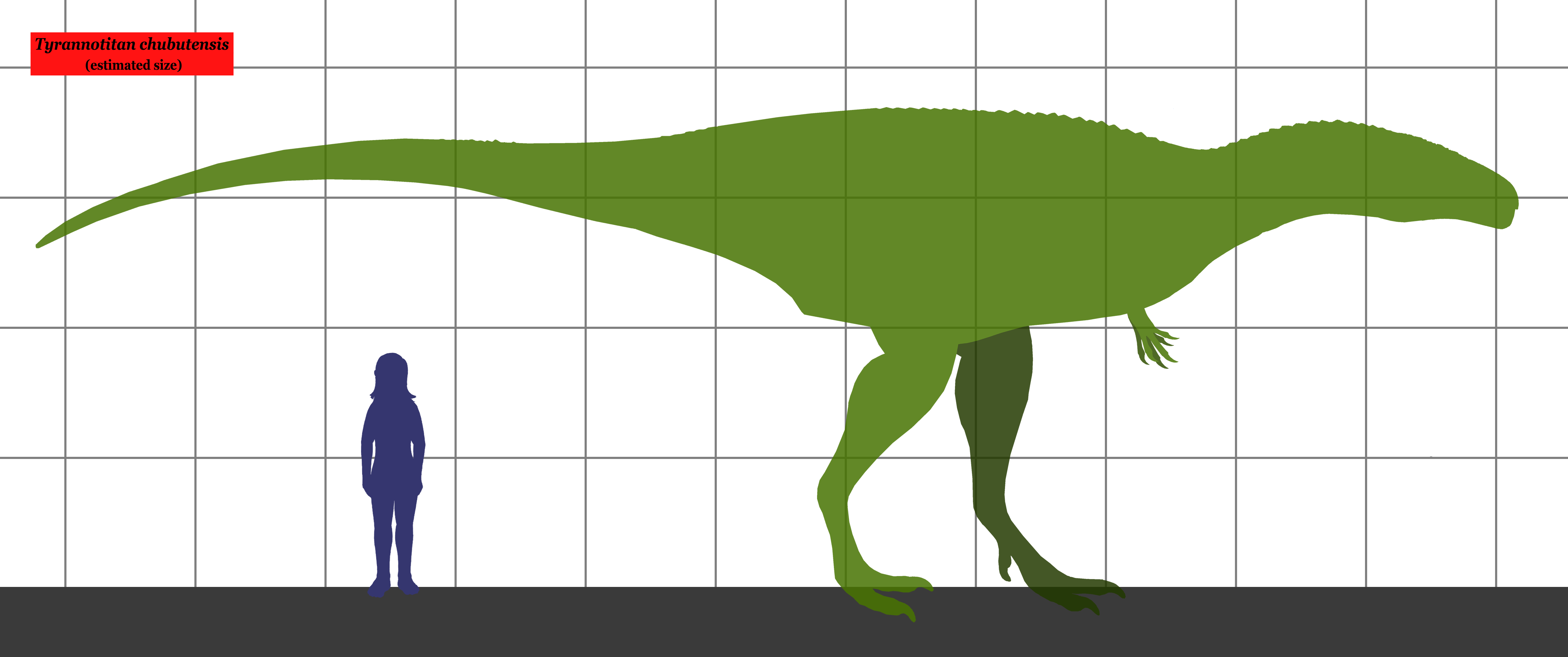
Beräknad storlek hos Tyrannotitan.

Av allt att döma var Tyrannotitan, i likhet med andra köttätande dinosaurier inom carnosauria, ett djur som gick uteslutande på sina kraftiga bakben, och balanserade kroppen med en lång, kraftig svans. Fossil antyder att frambenen var proportionerligt mindre än hos till exempel den närbesläktade Allosaurus. Huvud och käkar förefaller ha varit stora, och käften var fylld med vassa tänder. Man vet inte exakt hur stor Tyrannotitan blev, men kroppslängden från nos till svans tros ha legat runt 12 meter.